# Eierjungen
Eierjungen – potoczone określenie młodych chłopców, którzy w międzywojennym Wrocławiu sprzedawali gotowane jaja. Metoda ich pracy miała jednak charakter bardziej przestępczy niż handlowy; Eierjungen często tworzyli gangi złożone z dziesiątków chłopców.